# The Boys (The-Boys-Album)
The Boys ist das Debütalbum der gleichnamigen Band. Es wurde am 9. September 1977 veröffentlicht und gilt heute als ein Klassiker des Punkrocks.

## Entstehungsgeschichte
Am 16. Januar 1977 unterschrieben die Boys als erste englische Punkband einen Plattenvertrag beim englischen Label NEMS. Bereits am 3. Februar 1977 nahmen sie die erste Single I Don’t Care / Soda Pressings auf, die 11 Tage später veröffentlicht werden sollte. Produzent war Patrick O’Duffy. NEMS, die damals in einer finanziellen Krise steckten, konnten die Single aber erst am 9. April 1977 veröffentlichen. Um die Single zu promoten, gingen die Boys im Vorprogramm von John Cale auf Tour. Danach begannen die Arbeiten am Debütalbum. Als Produzent wurde Pete Gage engagiert, Toningenieur war Phil Tanzanedes. Die erste Session fand am 5. Mai 1977 im Morgan Studio in London statt. Innerhalb von zwei Tagen wurden die 16 Lieder des Albums aufgenommen. Am 7. und 8. Mai wurden im Berwick Street Studio einige Overdubs eingefügt und der Gesang aufgenommen. Gage mixte daraufhin das Album, doch die Boys waren mit dem Ergebnis nicht zufrieden. Mit Tanzanedes begaben sie sich zurück ins Morgan Studio, um den Sound ihren Bedürfnissen anzupassen. So löschten sie die Hammond-Orgel und fügten neue Gitarrenspuren ein. Außerdem wurde der Gesang runtergemischt, um einen Rolling-Stones-ähnlichen Sound zu kreieren.
Das Cover des Albums wurde von Barney Bubbles, der vorher mit Hawkwind zusammenarbeitete entworfen. Das Album war fertig und als Appetizer wurde die Single First Time / Watcha Gonna Do & Turning Grey am 29. Juli 1977 veröffentlicht. Sie wurde Single of the Week im britischen Sounds-Magazin. John Peel verhalf der Single zu Radio-Airplay und sie erreichte die britischen Charts auf Platz #77. Die Band wurde zu Top of the Pops eingeladen und es schien so, als würden die Boys eine neue britische Supergruppe. Dann starb jedoch Elvis Presley. RCA Records, die Konzernmutter von NEMS, stoppte alle Produktionen und verlegte alles auf Elvis-Kompilationen. Die ausverkaufte First Time-Single wurde nicht mehr nachgepresst und verschwand aus den Top-100, bevor sie die Top-30 erreichen konnte.
Durch diesen neuen Befehl vom Mutterkonzern verzögerte sich die Veröffentlichung des Albums bis zum 9. September 1977, so wurde das als erstes Punkalbum der britischen Musikgeschichte geplante Album nur eines unter vielen. Zudem wurde nach der verkauften Erstauflage zunächst auch keine weiteren mehr gepresst. Das Album erreichte dennoch die Top 50 der britischen Charts.

## Rezeption
Beeinflusst von den Ramones bedienten sich die Boys eines eher poppigen Punkstils, der dennoch auf Schnelligkeit und dezente Härte setzt. Das Album gilt heute, trotz des finanziellen Misserfolgs, als Klassiker des 77er Punkrocks. Es ebnete den Weg für spätere Bands wie Green Day und die Melodycore-Welle Anfang der 1990er.

## Titelliste
1. Sick on You – 1:53
2. I Call Your Name – 2:11
3. Tumble with Me – 1:57
4. Tonight – 1:28
5. I Don’t Care – 2:12
6. Soda Pressing – 2:34
7. No Money – 1:49
8. First Time – 2:22
9. Box Number – 2:36
10. Kiss Like a Nun – 2:06
11. Cop Cars – 2:03
12. Keep Running – 1:47
13. Tenement Kids – 1:36
14. Living in the City – 2:11

### Versionen
Über die Jahre wurde das Album immer wieder nachgepresst. Eine Version erschien 1993 mit dem Nachfolgealbum Alternative Chartbusters auf einer CD. Die bekannteste Neuveröffentlichung erschien 1999 über Captain Oi! angereichert um, je nach Version, 5 bzw. 8 Bonustracks. Sie enthält alle B-Seiten mit den Singleversionen. Bei der 8-Track-Version wurden zusätzlich zwei Demo-Versionen, ein alternativer Take und ein Yobs-Lied beigefügt. Die Bonustracks differieren je nach Version.
1. I Don’t Care (Single Version) – 2:35 (nur im Digipack)
2. Soda Pressing (Single Version) – 2:49 (nur im Digipack)
3. Watcha Gonna Do – 1:58
4. Turning Grey – 2:17
5. First Time (Long Version) – 2:55
6. Lonely Schooldays (Demo) – 2:13
7. I Don’t Care (Alternate Version) – 2:27
8. Take a Heart (Demo) – 3:27
9. Run Rudolph Run – 2:31
10. The Worm Song – 1:11

## Songinfos
Sick on You und Tumble with Me stammen noch aus der Vorläufer-Band Hollywood Brats und wurden neu eingespielt.
I Call Your Name ist ein Beatles-Cover. Das Lied entstammt der EP Long Tall Sally der Beatles und ist ein eher obskurer Track der Band.
Soda Pressings und I Don’t Care, die Lieder der ersten Sigle, wurden neu eingespielt, um dem Sound des Albums gerecht zu werden.
Tonight sollte eigentlich die Debütsingle werden, man entschied sich jedoch für I Don’t Care.
First Time wurde später von den Toten Hosen auf ihrem Doppelalbum Auf dem Kreuzzug ins Glück neu aufgenommen. Honest John Plain beteiligte sich an der Coverversion. Inhaltlich behandelt das Lied, wie der Titel andeutet, den ersten Geschlechtsverkehr eines Mädchens mit dem Protagonisten des Liedes. Es war der einzige Beitrag von John Plain für das Album und eines der bekanntesten Boys-Lieder. Der Arbeitstitel war Don’t Hurt Me. Ironischerweise ist Plain nur im Intro des Songs zu hören, der Rest seines Gitarrenspiels wurde entfernt, als er sich in einem Pub befand.
Cop Cars und Keep Running sind eigentlich derselbe Song. Dangerfield und Casino Steel konnten sich nicht einigen welche Version sie auf das Album nehmen sollten und benannten einen davon um und passten ihn mit einem neuen Text an.